# The Memory Keeper's Daughter
The Memory Keeper's Daughter (no Brasil, O Guardião de Memórias) é um romance pela autora americana Kim Edwards. O livro figurou em primeiro lugar na lista de mais vendidos do New York Times. Foi adaptado para um telefilme transmitido pela Lifetime Television.

## Personagens
- David Henry McCallister - médico ortopedista;
- Norah Henry - esposa de Henry;
- Paul Henry - filho de David e Norah, violonista (tocador de violão);
- Phoebe Henry - filha de David e Norah, portadora da Síndrome de Down;
- Bree (Brigite) - irmã de Norah;
- Mark, Ben - namorados de Bree;
- Duke - amigo de Paul, pianista;
- Caroline Gill - enfermeira, trabalhava com David;
- Al (Albert Simpson) - esposo de Caroline;
- Dorothy - amiga de Caroline;
- Leo March - pai de Dorothy;
- Sandra - amiga de Caroline, da instituição Upside Down;
- Tim - filho de Sandra, também portador da Síndrome de Down;
- Avery - amiga de Phoebe;
- Chuvisco - gatinho de Phoebe;
- Trace - esposo de Dorothy;
- Linda - amiga de Caroline, diretora do centro de atividades;
- Howard, Sam - amantes de Norah;
- Rosemary - amiga de David;
- Jack - filho de Rosemary;
- Frederic - segundo marido de Norah;
- Michelle - namorada de Paul, flautista;
- Alejandra - amiga de Paul, organista (tocadora de órgão);
- Robert - namorado de Phoebe, com quem ela pretende se casar.

## Enredo
David Henry é um ortopedista recém casado com Norah Henry, e ambos estão às vésperas do nascimento do filho. Uma nevasca repentina obriga David a realizar o parto de seu próprio filho com a ajuda de sua fiel assistente, Caroline Gill, em seu consultório. Durante o parto, David descobre que, na verdade, terá gêmeos. O primeiro a sair, Paul, é um bebê saudável. O segundo bebê, em contrapartida, é Phoebe, uma menina portadora da síndrome de Down. Ao lembrar-se de sua infância com sua irmã, June, que sofria do mesmo mal, David decide entregar sua própria filha para a enfermeira e pede que ela a leve para a adoção. Contudo, escolhe não contar para a mulher. Ao invés disso, ele a diz que o segundo bebê não vingou. Caroline, por sua vez, sente-se de certa forma tocada pelo bebê e resolve criá-lo sozinha. Nas próximas décadas, Caroline se dedicará a prover uma vida decente e sem preconceitos para Phoebe, enquanto que o caos se forma na família Henry: David sente-se culpado pelo segredo que guarda e fica obcecado por fotografias. Norah se submete a uma vida de álcool e pequenas traições, para superar a suposta perda da filha. E, no meio dos constantes desentendimentos dos pais, Paul cresce incompreendido e rebelde. Seu sonho é estudar música em Juilliard, a contragosto de David, que superestima as habilidades do filho no basquete e espera uma profissão mais estável para o filho.